# 1. Volleyball-Club Wiesbaden 2021-2022
Questa voce raccoglie le informazioni riguardanti il 1. Volleyball-Club Wiesbaden nelle competizioni ufficiali della stagione 2021-2022.

## Stagione
Il 1. Volleyball-Club Wiesbaden partecipa alla stagione 2021-22 senza alcuna denominazione sponsorizzata.
Partecipa alla 1. Bundesliga, classificandosi al settimo posto in regular season, eliminato ai quarti di finale dei play-off scudetto dal Dresdner. Esce di scena ai quarti di finale anche in Coppa di Germania, estromesso dal torneo per mano del Dresdner.

## Organigramma societario
Area direttiva
- Presidente: Christopher Fetting

Area tecnica
- Allenatore: Benedikt Frank
- Allenatore in seconda: Christian Sossenheimer
- Assistente allenatore: Olaf Minter
- Scoutman: Julia Liebscher

Area sanitaria
- Medico: Dirk Eiwanger, Frauke Mainert-Quitzau, Alexander Mayer
- Fisioterapista: Anna Baruzza, Caroline Kopp, Daniel Kraft

## Rosa
| N° | Nome                 | Ruolo | Data di nascita  | Nazionalità sportiva |
| -- | -------------------- | ----- | ---------------- | -------------------- |
| 2  | Erica Handley        | P     | 22 aprile 1995   | Stati Uniti          |
| 3  | Liza Kastrup         | O     | 5 ottobre 1999   | Germania             |
| 4  | Tanja Großer         | S     | 27 novembre 1993 | Germania             |
| 5  | Justine Wong-Orantes | L     | 6 ottobre 1995   | Stati Uniti          |
| 6  | Pauline Bietau       | P     | 30 aprile 2004   | Germania             |
| 7  | Pia Leweling         | S     | 4 gennaio 1998   | Germania             |
| 9  | Dalila-Lilly Topic   | C     | 13 novembre 1997 | Svezia               |
| 10 | Lena Große Scharmann | O     | 24 aprile 1998   | Germania             |
| 11 | Julia Osterloh       | C     | 9 aprile 1986    | Germania             |
| 12 | Nina Herelová        | C     | 30 luglio 1993   | Slovacchia           |
| 13 | Jaimeson Lee         | P     | 19 giugno 1998   | Stati Uniti          |
| 14 | Laura Künzler        | S     | 25 dicembre 1996 | Svizzera             |
| 15 | Anna Wruck           | C     | 24 febbraio 1993 | Stati Uniti          |
| 16 | Joyce Agbolossou     | S     | 15 gennaio 2002  | Germania             |
| 17 | Jenna Potts          | C     | 28 febbraio 1994 | Stati Uniti          |
| 18 | Květa Grabovská      | P     | 29 maggio 2002   | Rep. Ceca            |

## Statistiche

### Statistiche di squadra
| Competizione      | Punti | In casa | In casa | In casa | In trasferta | In trasferta | In trasferta | Totale | Totale | Totale |
| Competizione      | Punti | G       | V       | P       | G            | V            | P            | G      | V      | P      |
| ----------------- | ----- | ------- | ------- | ------- | ------------ | ------------ | ------------ | ------ | ------ | ------ |
| 1. Bundesliga     | 33    | 12      | 7       | 5       | 12           | 5            | 7            | 24     | 12     | 12     |
| Coppa di Germania | -     | 2       | 1       | 1       | 0            | 0            | 0            | 2      | 1      | 1      |
| Totale            | -     | 14      | 8       | 6       | 12           | 5            | 7            | 26     | 13     | 13     |

G = partite giocate; V = partite vinte; P = partite perse

### Statistiche dei giocatori
| Giocatrice         | 1. Bundesliga | 1. Bundesliga | 1. Bundesliga | 1. Bundesliga | 1. Bundesliga | Coppa di Germania | Coppa di Germania | Coppa di Germania | Coppa di Germania | Coppa di Germania | Totale | Totale | Totale | Totale | Totale |
| Giocatrice         | P             | PT            | AV            | MV            | BV            | P                 | PT                | AV                | MV                | BV                | P      | PT     | AV     | MV     | BV     |
| ------------------ | ------------- | ------------- | ------------- | ------------- | ------------- | ----------------- | ----------------- | ----------------- | ----------------- | ----------------- | ------ | ------ | ------ | ------ | ------ |
| J. Agbolossou      | 0             | 0             | 0             | 0             | 0             | -                 | -                 | -                 | -                 | -                 | 0      | 0      | 0      | 0      | 0      |
| P. Bietau          | 1             | 0             | 0             | 0             | 0             | 0                 | 0                 | 0                 | 0                 | 0                 | 1      | 0      | 0      | 0      | 0      |
| K. Grabovská       | 23            | 36            | 19            | 2             | 15            | 2                 | 2                 | 1                 | 0                 | 1                 | 25     | 38     | 20     | 2      | 16     |
| T. Großer          | 23            | 154           | 132           | 16            | 6             | 2                 | 13                | 13                | 0                 | 0                 | 25     | 167    | 145    | 16     | 6      |
| L. Große Scharmann | 22            | 231           | 199           | 26            | 6             | 2                 | 22                | 16                | 5                 | 1                 | 24     | 253    | 215    | 31     | 7      |
| E. Handley         | 4             | 7             | 5             | 1             | 1             | -                 | -                 | -                 | -                 | -                 | 4      | 7      | 5      | 1      | 1      |
| N. Herelová        | 0             | 0             | 0             | 0             | 0             | -                 | -                 | -                 | -                 | -                 | 0      | 0      | 0      | 0      | 0      |
| L. Kastrup         | 23            | 118           | 101           | 9             | 8             | 2                 | 0                 | 0                 | 0                 | 0                 | 25     | 118    | 101    | 9      | 8      |
| L. Künzler         | 22            | 385           | 330           | 27            | 28            | 2                 | 43                | 35                | 3                 | 5                 | 24     | 428    | 365    | 30     | 33     |
| J. Lee             | 15            | 23            | 7             | 14            | 2             | 1                 | 0                 | 0                 | 0                 | 0                 | 16     | 23     | 7      | 14     | 2      |
| P. Leweling        | 21            | 150           | 124           | 13            | 13            | 2                 | 3                 | 2                 | 0                 | 1                 | 23     | 153    | 126    | 13     | 14     |
| J. Osterloh        | 5             | 0             | 0             | 0             | 0             | 0                 | 0                 | 0                 | 0                 | 0                 | 5      | 0      | 0      | 0      | 0      |
| J. Potts           | 2             | 3             | 2             | 0             | 1             | -                 | -                 | -                 | -                 | -                 | 2      | 3      | 2      | 0      | 1      |
| D.L. Topic         | 24            | 137           | 57            | 77            | 3             | 2                 | 15                | 4                 | 11                | 0                 | 26     | 152    | 61     | 88     | 3      |
| J. Wong-Orantes    | 24            | 0             | 0             | 0             | 0             | 2                 | 0                 | 0                 | 0                 | 0                 | 26     | 0      | 0      | 0      | 0      |
| A. Wruck           | 24            | 187           | 121           | 33            | 33            | 2                 | 22                | 17                | 4                 | 1                 | 26     | 209    | 138    | 37     | 34     |

P = presenze; PT = punti totali; AV = attacchi vincenti; MV = muri vincenti; BV = battute vincenti